# Teresa Grzegorczyk-Skibińska
Teresa Anna Grzegorczyk-Skibińska (ur. 1 stycznia 1930 w Kutnie, zm. 26 września 2011 w Karpaczu) – lekarz pulmonolog, działaczka społeczna i popularyzatorka wiedzy medycznej, wyróżniona wieloma odznaczeniami państwowymi i społecznymi.
Córka oficera Korpusu Ochrony Pogranicza Stanisława Grzegorczyka i nauczycielki Genowefy, z domu Ignaczewskiej. Urodzona w Kutnie, wychowała się na Kresach Wschodnich. Zamiłowanie do medycyny, pracy społecznej i ziem odzyskanych wyniosła ze szkoły i harcerstwa.
Studia ukończyła na Wydziale Lekarskim Uniwersytetu Poznańskiego (później Akademii Medycznej). 

## Działalność zawodowa i naukowa
Nakazem pracy 21 sierpnia 1954 skierowana do Państwowego Zespołu Przeciwgruźliczego w Kowarach, do sanatorium dla dzieci „Zarzecze” w Karpaczu. W 1955 w ramach Zespołu zorganizowała sanatorium dla małych dzieci „Nil” w Karpaczu, którego dyrektorem była od października 1955 do reorganizacji w czerwcu 1967. W latach 1971–1975 ordynator w sanatorium "Zarzecze", później kierownik działu metodyczno-organizacyjnego Specjalistycznego Zespołu Gruźlicy i Chorób Płuc w Kowarach, od 1 marca 1990 do 30 kwietnia 1996 dyrektor Zespołu. Od 1996 kierownik działu nadzoru, a następnie specjalista ds. epidemiologii w Zespole. Całe życie zawodowe związana była z Zespołem Gruźlicy i Chorób Płuc. Na przełomie lat osiemdziesiątych i dziewięćdziesiątych pełniła funkcję Wojewódzkiego Specjalisty w dziedzinie Gruźlicy i Chorób Płuc Województwa Jeleniogórskiego.
Uzyskała specjalizację II stopnia z ftyzjatrii, specjalizację II stopnia z chorób płuc u dzieci oraz II stopnia z organizacji ochrony zdrowia.
W 1990 uzyskała stopień dr nauk medycznych na Wydziale Lekarskim Akademii Medycznej we Wrocławiu na podstawie rozprawy pt. Dzieje lecznictwa przeciwgruźliczego regionu Sudetów Zachodnich w stuleciu (1880–1987). Jest autorką dwóch książek z historii medycyny i z organizacji ochrony zdrowia oraz ponad 50 publikacji z dziedziny ftyzjatrii i historii medycyny. W 2004 wydała wspomnienia Pamiętnik. Wspomnienia z lat 1930–1948. Zachowały się też unikalne materiały o ziołolecznictwie w Karkonoszach czy laborantach wrocławskich.

## Działalność społeczna
Wraz z mężem Stefanem Skibińskim oraz pionierami polskiego osadnictwa w Karpaczu w 1958 założyła Towarzystwo Rozwoju Ziem Zachodnich (TRZZ), od 1961 do 1970 przewodnicząca Zarządu Miejskiego TRZZ, od 1959 sekretarz Oddziału Polskiego Towarzystwa Ftyzjopneumonologicznego, w latach 1960–1969 aktywny wykładowca Towarzystwa Wiedzy Powszechnej,
Radna Powiatowej Rady Narodowej w Jeleniej Górze w latach sześćdziesiątych, Radna Miejskiej Rady Narodowej w Karpaczu w latach siedemdziesiątych, członek komisji klimatycznej Karpacza, Radna Wojewódzkiej Rady Narodowej w Jeleniej Górze w latach 1984–1992, członek Zarządu Polskiego Towarzystwa Ftyzjopneumonologicznego, przewodnicząca, a następnie prezes Społecznego Komitetu Walki z Gruźlicą i Chorobami Płuc w Jeleniej Górze, członek Polskiego Towarzystwa Historii Medycyny i Farmacji, czynny członek Karkonoskiego Towarzystwa Naukowego, przewodnicząca Wojewódzkiego Zarządu Ligi Kobiet, członek Komisji Rewizyjnej VI kadencji Dolnośląskiej Izby Lekarskiej, inicjatorka zorganizowania w sanatorium „Bukowiec” Sali Tradycji poświęconej historii walki z gruźlicą.

## Odznaczenia
- Krzyż Kawalerski Orderu Odrodzenia Polski,
- Srebrny Krzyż Zasługi,
- Złota Odznaka „Zasłużony dla Dolnego Śląska”,
- Odznaka „Za zasługi dla województwa jeleniogórskiego”,
- Odznaka „Za wzorową pracę w służbie zdrowia”,
- Złota Odznaka za Zasługi w Walce z Gruźlicą,
- Odznaka II stopnia Polskiego Towarzystwa Ftyzjopneumonologicznego,
- Honorowa Odznaka Ligi Kobiet,
- Złota Odznaka Towarzystwa Rozwoju Ziem Zachodnich,
- Odznaka Zasłużonego działacza Frontu Jedności Narodu,
- odznaka Dolnośląskiej Izby Lekarskiej i inne.